# الک هوپر
الک هوپر (انگلیسی: Alec Hooper; ۵ ژانویهٔ ۱۹۰۰ – December quarter 1978 (aged 78)) بازیکن فوتبال اهل بریتانیا بود.
از باشگاه‌هایی که در آن بازی کرده‌است می‌توان به باشگاه فوتبال نلسون، باشگاه فوتبال چارلتون اتلتیک، باشگاه فوتبال بارنولدزویک، و باشگاه فوتبال سنت جانستون اشاره کرد.